# Dmitrij Malyško
Dmitrij Malyško, celým jménem Dmitrij Vladimirovič Malyško (rusky Дмитрий Владимирович Малышко, * 19. března 1987, Sosnovyj Bor, Sovětský svaz, dnes Rusko), je ruský biatlonista.
V sezóně světového poháru 2012/13 zaznamenal svá první vítězství a v celkovém hodnocení světového poháru obsadil konečné osmé místo. Během sezóny obsadil několikrát místa na stupních vítězů jak v individuálních závodech, tak ve štafetových závodech. Startoval také na mistrovství světa 2013 v Novém Městě na Moravě, kde obsadil čtvrté místo ve stíhacím závodě a páté místo ve sprintu.

## Úspěchy

### Světový pohár
Vítězství v závodech světového poháru.
| Sezóna  | Místo                | Závod                   |
| 2012/13 | Oberhof, Německo     | Sprint (10 km)          |
| 2012/13 | Oberhof, Německo     | Stíhací závod (12,5 km) |
| 2012/13 | Oberhof, Německo     | Štafeta (4 × 7,5 km)    |
| 2012/13 | Soči, Rusko          | Štafeta (4 × 7,5 km)    |
| 2014/15 | Hochfilzen, Rakousko | Štafeta (4 × 7,5 km)    |
| 2014/15 | Oberhof, Německo     | Štafeta (4 × 7,5 km)    |
| 2014/15 | Oslo-Holmenkolen     | Štafeta (4 × 7,5 km)    |
| 2015/16 | Hochfilzen, Rakousko | Štafeta (4 × 7,5 km)    |
| 2015/16 | Anterselva, Itálie   | Štafeta (4 × 7,5 km)    |
| 2018/19 | Oberhof, Německo     | Štafeta (4 × 7,5 km)    |